# Danza Kuduro
Danza Kuduro – dwujęzyczna dance-popowa piosenka pochodząca z albumu portorykańskiego wokalisty Don Omara pt. Meet The Orphans (2010). 
Wyprodukowany 15 sierpnia 2010 roku singel został nagrany z udziałem piosenkarza Lucenzo. Utwór był numerem jeden na Hot Latin Tracks amerykańskiego magazynu Billboard. Znalazł się również na ścieżce dźwiękowej filmu Szybcy i wściekli 5.

## Informacje o utworze
Piosenka została wydana 15 sierpnia 2010 roku jako pierwszy singel z płyty Meet The Orphans. Powstała na podstawie wcześniejszego portugalsko-angielskiego utworu wydanego przez Lucenza z udziałem Big Ali: Vem Dançar Kuduro.
Autorami kompozycji są William Omar Landrón, Faouze Barkati oraz Fabrice Toigo. Producentami są A&X i Lucenzo, który również napisał utwór. Tekst jest dwujęzyczny (hiszpańsko-portugalski) i opowiada o angolskim tańcu Kuduro.

## Teledysk
Klip został nakręcony na karaibskiej wyspie Saint Martin. Wyreżyserował go Izzie Esteban, który jest również twórcą innych teledysków Don Omara.
Wideo pokazuje piosenkarzy popisujących się bogactwem milionerów. Don Omar zaprasza Lucenzo na przejażdżkę łodzią, a później zabiera go do BMW Z4 (E89). W klipie są też sceny, w których dziewczyny tańczą wokół wokalistów na plaży.
Podgląd wideo został wydany 30 lipca 2010 roku przez konto Don Omara na Facebooku. Pełny teledysk miał swoją premierę 17 sierpnia przez VEVO i zyskał ponad 1 mln odsłon w ciągu kilku pierwszych dni od jego wydania, co uczyniło go trzecim najczęściej oglądanym wideo na świecie.